# Leo III av Armenien
Leo III av Armenien, död 1307, var regerande kung av Armenien mellan 1303 och 1307.